# يوبة (أبشار)
يوبة (بالفارسية: یوبه) هي منطقة سكنية تقع في إيران في محافظة خوزستان. يقدر عدد سكانها بـ 413 نسمة بحسب إحصاء 2016.